# Fechtweltmeisterschaften 1949
Die 5. Fechtweltmeisterschaft fand 1949 in Kairo statt. Es wurden sieben Wettbewerbe ausgetragen, sechs für Herren und einer für Frauen.
Im Degeneinzel gewann Dario Mangiarotti, der hier ein einziges Mal aus dem Schatten seines berühmten Bruders Edoardo heraustreten konnte.

## Herren

### Florett, Einzel
| Platz | Land | Sportler            |
| ----- | ---- | ------------------- |
| 1     | FRA  | Christian d’Oriola  |
| 2     | ITA  | Renzo Nostini       |
| 3     | ITA  | Giuliano Nostini    |
| 4     | ITA  | Edoardo Mangiarotti |

### Florett, Mannschaft
| Platz | Land       | Sportler                                                                                          |
| ----- | ---------- | ------------------------------------------------------------------------------------------------- |
| 1     | Italien    | Manlio Di Rosa, Edoardo Mangiarotti, Giuliano Nostini, Renzo Nostini, Giorgio Pellini             |
| 2     | Frankreich | René Bougnol, Jéhan Buhan, Christian d’Oriola, Jacques Lataste, Adrien Rommel                     |
| 3     | Ägypten    | Osman Abdel Hafeez, Anwar Tawfik, Salah Dessouki, Hassan Tewfik, Mahmoud Younes, Mohamed Zulficar |
| 4     | Belgien    |                                                                                                   |

### Degen, Einzel
| Platz | Land | Sportler          |
| ----- | ---- | ----------------- |
| 1     | ITA  | Dario Mangiarotti |
| 2     | FRA  | René Bougnol      |
| 3     | SWE  | Per Carleson      |

### Degen, Mannschaft
| Platz | Land       | Sportler |
| ----- | ---------- | --- |
| 1     | Italien    | Roberto Battaglia, Luigi Cantone, Marco Antonio Mandruzzato, Dario Mangiarotti, Edoardo Mangiarotti, Antonio Spallino |
| 2     | Schweden   | Per Carleson, Hans Drakenberg, Carl Forssell, Rolf Julin                                                              |
| 3     | Ägypten    | Salah Dessouki, Mohamed Abdel Rahman, Mahmoud Younes, Schmeil                                                         |
| 4     | Frankreich | |

### Säbel, Einzel
| Platz | Land | Sportler        |
| ----- | ---- | --------------- |
| 1     | ITA  | Gastone Darè    |
| 2     | ITA  | Giorgio Pellini |
| 3     | ITA  | Vincenzo Pinton |

### Säbel, Mannschaft
| Platz | Land       | Sportler                                                                                               |
| ----- | ---------- | --- |
| 1     | Italien    | Gastone Darè, Renzo Nostini, Vincenzo Pinton, Mauro Racca                                              |
| 2     | Frankreich | Jacques Lefèvre, Jean Levavasseur, Jean Parent, Jean-François Tournon                                  |
| 3     | Ägypten    | Ahmed Farid Abou-Chadi, Salah Dessouki, Mohamed Abdel Rahman, Mahmoud Khattab Younes, Mohamed Zulficar |
| 4     | Belgien    | |

## Damen

### Florett, Einzel
| Platz | Land | Sportlerin         |
| ----- | ---- | ------------------ |
| 1     | AUT  | Ellen Müller-Preis |
| 2     | DEN  | Karen Lachmann     |
| 3     | FRA  | Jacqueline Baudot  |
| 4     | FRA  | Renée Garilhe      |

## Medaillenspiegel
| Platz | Land       | Gold | Silber | Bronze | Gesamt |
| ----- | ---------- | ---- | ------ | ------ | ------ |
| 1     | Italien    | 5    | 2      | 2      | 9      |
| 2     | Frankreich | 1    | 3      | 2      | 6      |
| 3     | Österreich | 1    | –      | –      | 1      |
| 4     | Schweden   | –    | 1      | 1      | 2      |
| 5     | Dänemark   | –    | 1      | –      | 1      |
| 6     | Ägypten    | –    | –      | 3      | 3      |